# Категории педагогики
Категории педагогики — понятия, которые составляют основу педагогической науки, и изучаются как разделы педагогики.

## Основные категории педагогики
У разных педагогов нет единого мнения на тот счёт, какие понятия педагогики являются категориями, а какие нет, поэтому в разных источниках можно встретиться с различными классификациями.
Практически везде категориями педагогики считаются:
- Образование
- Обучение
- Воспитание

Очень часто в качестве категорий педагогики указываются:
- Социализация
- Дидактика
- Развитие
- Формирование

Л. М. Кадцын, проводя обширный анализ педагогической литературы, формулирует следующую иерархическую структуру педагогических категорий:
- 1. Педагогическая деятельность
- 2. Воспитание, Обучение, Образование
- 3. Педагогическая система
- 4. Педагогический процесс

При этом он отмечает, что при определении категориального аппарата педагогики следует отделять называемые некоторыми учеными «общенаучные категории и понятия, которые используются в разных областях научного знания и не отражают специфику деятельности педагогической». К их числу автор относит категории «развитие», «формирование», «социализация», «взаимодействие».